# Manuel María Quirós
Manuel María Quirós (1798-1870) fue Administrador de la Aduana Marítima de Santa Anna (Tampico) (1838), alcalde de Tampico (1841), Intendente de Guerra y Marina, Senador, Diputado y jefe Superior de Hacienda del Estado.
Nació en Veracruz en 1798 y vivió sus primeros años en el orfanatorio administrado por José María Quirós quien lo educó, le dio trabajo como escribiente en el Real Tribunal del Consulado de Veracruz (1915) y lo adoptó, dándole su apellido.

## Matrimonio y descendencia
- "El día 7 de Nov. de 1838 a las ocho de la noche me casé para la felicidad de toda mi vida con Monserrate Pérez y el día siguiente a las cuatro de la mañana nos velamos en la Parroquia de Jalapa. Nos echó la bendición nupcial el Sr. Cura Don José Francisco Campomanes y fueron los padrinos Don José María Pérez, Don José María Mendoza, Doña Sinforosa Amador y Doña Josefa María Quirós." [cita requerida]

Manuel Maria, viudo de su primera esposa, se casó en segundas nupcias en Xalapa (1838) con Monserrate Pérez Amador (1815-1885), hija del Dr. José María Pérez y de Sinforosa Amador) y tuvieron quince (15) hijos [cita requerida]entre ellos: 
- José María Quirós Pérez (Jalapa 1839-1870) - Ing. topógrafo, agrimensor, educador, director del "Colegio del Señor Quirós"[3]
- María de los Ángeles (Puerto de Veracruz 1842-1921), que se casó con Alonso Güido y Acosta (1835-1926) - única de los 15 que se casó y que dejó descendencia
- Concepción Quirós Pérez (Puerto de Veracruz 1844-1909)
- María del Rosario "Charito" (Jalapa 1849-1913)
- Fernando (Jalapa 1850-ca.1890)
- María del Carmen "Carmela" (Tampico 1854-1922)
- María de los Dolores "Loló" (Tampico 1855-1928)

## Fallecimiento
Murió en Xalapa el 24 de junio de 1870.
- "Defunción:

El viernes 24, a las tres de la tarde, murió en esta ciudad el Sr. Don Manuel M. Quirós. Damos a su apreciable familia el pésame más cumplido y nos atrevemos a recomendarlo al Supremo Gobierno, pues habiendo sido el Sr.Quirós un ciudadano distinguido y que prestó grandes servicios a la Nación, ha muerto en un lastimoso estado de pobreza, apenas creíble en quien ocupó por largo tiempo los destinos de Administrador de la Aduana de Veracruz y de la de Tampico. Esto solo sería suficiente para calificarlo de honrado, pero el testimonio unánime de cuantos lo conocieron es el de que puede citarse como el prototipo de la honradez y como modelo de empleados públicos. Además de los destinos de que acabamos de hablar, ocupó otros muchos puestos públicos. Fue intendente de Guerra y Marina, diputado al Congreso del Estado en varias épocas, diputado al Congreso General, senador, consejero, miembro de la junta de crédito público y gefe (sic) superior de hacienda del Estado. Deja a su familia como antes dijimos, solamente un nombre inmaculado; pero estamos seguros de que la Nación premiará en ella los méritos de tan culminante ciudadano, pues el modo de que las repúblicas se engrandecen es mostrar su gratitud a sus grandes hombres."